# Saint-Hippolyte (Gironda)
 Saint-Hippolyte  (en occitano Sent Ipòli) es una población y comuna francesa, situada en la región de Aquitania, departamento de Gironda, en el distrito de Libourne y cantón de Castillon-la-Bataille.

## Demografía
| 248 | 271 | 291 | 277 | 234 | 209 |
| Para los censos de 1962 a 1999 la población legal corresponde a la población sin duplicidades (Fuente: INSEE [Consultar]) |     |     |     |     |     |